# Luis Petcoff Naidenoff
Luis Carlos Petcoff Naidenoff (El Colorado, Formosa; 13 de julio de 1967) es un abogado y político argentino, perteneciente a la Unión Cívica Radical (UCR). Entre 2005 y 2023 fue senador de la Nación por la provincia de Formosa. Fue electo presidente del bloque radical desde 2011 hasta 2023 y presidente del interbloque Cambiemos-Juntos por el Cambio en la cámara de senadores desde el año 2016 hasta el año 2021 inclusive.

## Biografía
Luis Naidenoff nació en el sur de la provincia de Formosa, en la ciudad de El Colorado.

### Educación
Naidenoff cursó sus estudios primarios en la Escuela Nacional N.º 116 y en el Departamento de Educación Primaria dependiente del Instituto de Formación Docente “República Federal de Alemania” de dicha ciudad.
Además, realizó sus estudios secundarios en la ciudad de Corrientes, donde posteriormente se graduó de abogado en la Facultad de Derecho

### Actividad Profesional
Desde 1994 a 1998 fue apoderado de las compañías aseguradoras La Equitativa del Plata S.A. y MAPFRE Aconcagua S.A.

### Red Solidaria
En 1998 fundó una ONG cuyo objeto era el asesoramiento y patrocinio letrado gratuito. Ente Regulador de Obras y Servicios Públicos de la Provincia de Formosa (E.R.O.S.P.), la Subsecretaría de Comercio e Inversiones de la Provincia, la Cámara de Diputados y el Poder Ejecutivo Provincial.

## Carrera política

### Concejal en Formosa
En 1999 fue elegido concejal de la ciudad de Formosa, liderando el bloque radical en dicho Concejo Deliberante y ocupó el cargo hasta 2003. 
Fue coautor –por iniciativa popular–  del Proyecto de Ley que derivó en la promulgación de la Ley Provincial 1307 que suspendió los Cortes de Servicio y los Juicios Ejecutivos contra usuarios del servicio de Agua Potable y 1334 (Procedimiento para la verificación de los aparatos de medición domiciliarios).
Entre los años 2000 y 2002 se desempeñó como vicepresidente del Comité Capital de la UCR. A su vez fue delegado a la convención de la Unión Cívica Radical.
Fue Presidente del Comité Provincial de la Unión Cívica Radical de la Provincia de Formosa en dos oportunidades 2011 a 2013 y 2014 a 2016.

### Senador Nacional
En 2005 fue elegido Senador Nacional por la Provincia de Formosa y reelegido en 2011 y 2017.  También se presentó como candidato a gobernador de Formosa en 2007 y 2015, perdiendo en ambas ocasiones contra Gildo Insfrán.
Desde el año 2006 como Presidente de la Comisión de Derechos y Garantías. Entre ellas la Comisión de Acuerdos, de Asuntos Constitucionales, de Justicia, de Medios, Revisora de Cuentas, de Trámite Legislativo, Derechos y Garantías, del Parlamento del Mercosur. 
Durante el año 2012 presidió el Bloque de Senadores de la Unión Cívica Radical, principal bloque de oposición en el Honorable Senado de la Nación Argentina.
En 2014 se produciría una controversia cuando diferentes medios difundieron que el senador radical Luis Naidenoff luego de que se difundiera un documento donde el legislador formoseño pidió designar en planta permanente a Nicolás Dujovne, conductor de TN, columnista de La Nación formaba parte de la planta temporaria del Senado de la Nación desde 2012 sin cumplir tareas.
Fue reconocido con el Premio Parlamentario en 2016.
A partir del año 2017 resultó elegido presidente del Interbloque de Cambiemos. En 2023, buscó su reelección como senador nacional, fallando al ser desplazado al tercer lugar de las elecciones legislativas por el candidato libertario Francisco Paoltroni.

## Vida personal
Naidenoff estuvo casado con Cynthia Sonaridio hasta el año 2018, con quien tuvo dos hijos.
El 18 de junio de 2018, su esposa y uno de sus hijos (de 16 años de edad) fueron hallados sin vida en su domicilio en Formosa, por inhalación de monóxido de carbono.
Desde 2022, está en pareja con la senadora por la Provincia de Santa Fe, Carolina Losada.

## Denuncias judiciales
En el 2016, el senador Naidenoff denunció de "Narcoestado" al gobierno de la provincia de Formosa, comandado por Gildo Insfrán. "No es la primera vez que en mi provincia se vinculan hombres y mujeres del poder político con el narcotráfico".
En 2019 se lo vio involucrado en un escándalo de corrupción junto a la máxima dirigencia de la UCR local por una estafa millonaria al PAMI. Junto al diputado nacional Martin Hernández y su hermano Daniel Hernández y al titular del PAMI local, Iván Kaluk, fueron relacionados con en la banda denominada los “roba abuelos”. Según las investigaciones se llevaba a cabo una maniobra de defraudación millonaria que se fundaba en internaciones domiciliarias falsas, con la participación de prestadoras médicas fingidas con un único trabajo de presentar documentación apócrifa de internaciones y cobrar por un servicio que no existía.
A raíz de dicha denuncia, Naidenoff fue víctima de un episodio de censura en el canal 11 de la provincia de Formosa, cuando se le impidió ingresar al canal para brindar una entrevista televisiva.